# D-Plane 1
Die D-Plane 1 ist ein in Belgien von Bart Verhees entwickeltes Deltaflügel-Flugzeug der Klasse Ultraleicht. Die Maschine ist als Selbstbauflugzeug konzipiert.

## Beschreibung
Die D-Plane 1 ist ein freitragender Mitteldecker mit einem einsitzigen geschlossenen Cockpit. Der Rumpf und die Tragfläche sind aus Aluminiumrohr und Alublech (Aerospace Aluminium) gefertigt. Die Spannweite beträgt 4,5 Meter und hat eine Flügelfläche von 10 m². Die D-1 hat ein einziehbares Bugrad und einen Motor mit Zugpropeller.
Der Erstflug des Prototyps fand 2004 statt. Bei dem Erstflug verfügte die D-1 über einen Vierzylinder-Viertaktmotor Subaru EA-71 mit 1,6 Liter Hubraum und 50 PS (37 kW) Leistung.
Der Testpilot Flugkapitän Peter Kuypers führte mit der D-1, Kennzeichen: F-PDHV, am 6. Mai 2010 einen ausführlichen Erprobungsflug durch, wobei die gesamten Flugeigenschaften der Maschinen festgehalten wurden.

## Technische Daten (2010)
| Kenngröße              | Daten |
| ---------------------- | --- |
| Besatzung              | 1 |
| Spannweite             | 4,5 m |
| Länge                  | 3,3 m |
| Flügelfläche           | 10 m² |
| Motor                  | 1 Subaru EA-71 Vierzylinder, wassergekühlter Viertaktmotor, 50 PS (37 kW) Leistung, ohne elektrischen Anlasser |
| Propeller              | Zweiblatt, feststehend                                                                                         |
| Leermasse              | 210 kg |
| Startmasse             | max. 340 kg |
| Reisegeschwindigkeit   | 220 km/h |
| Höchstgeschwindigkeit  | 270 km/h |
| Mindestgeschwindigkeit | 85 km/h |
| Strukturbelastung      | +/−6 g |
| Tankinhalt             | 60 l |
| Treibstoff             | Mogas, Super plus (ROZ98)                                                                                      |
| Kraftstoffpumpe        | 2, eine mechanisch und eine elektrisch zuschaltbare Pumpe                                                      |
| Verbrauch              | 13 l/h bei Reisegeschwindigkeit                                                                                |